# Championnat de Belgique de football de troisième division 2011-2012
Navigation
Saison précédente Saison suivante
Le championnat de football D3 2011-2012 est la compétition belge de football du 3e niveau national. Les trente-six participants sont répartis en deux groupes de 18.
Pour cette édition, les clubs présents induisent une composition très claire des séries (voir cartes ci-après). Ainsi, l'Union La Calamine se retrouve versée dans le groupe comprenant les Anversois et Flandriens orientaux proches de la métropole portuaire ainsi que des cercles limbourgeois et des Brabançons. Les autres clubs situées en région wallonne composent une série avec les équipes flandriennes les plus à l'Ouest du pays. Pour les trois Luxembourgeois et le R. CS Verviers, la majorité des déplacements est assez longue.
Cette saison de D3 est agité par plusieurs dossiers extra-sportifs. L'Olympic de Charleroi est déclaré en faillite en octobre 2011. Peu après, c'est le K. Sporting Kermt-Hasselt qui se déclare en cessation de paiements.
Dans la série "A", plusieurs réclamations polluent le classement. C'est d'abord la plainte de Verviers contre Tournai puis celle de Bleid et Bertrix contre Coxyde.

## Début avec une incertitude
La compétition précédente s’est terminée avec une polémique. Le mercredi 4 mai 2011, soit quelques jours avant la dernière journée, à la suite d'une réclamation commune introduite par le K. SC Grimbergen et le K. SKL Ternat, l'Union Royale Namur se retrouve sanctionnée de 15 points (pour avoir aligné un joueur non-qualifié: Nadir Sbaa). Ce lourd retrait de points renvoie Namur à la dernière place de la série « B » et est synonyme de relégation directe.

### Différentes lecture et interprétation des règlements
Ce dossier en litige est une nouvelle illustration d’un des fléaux qui affligent le football belge depuis plusieurs saisons, la lecture des différents règlements de l’URBSFA et surtout les différentes interprétations qui en sont faites enlisent les procédures dans d’interminables parties de «ping-pong» administratifs entre la Fédération et ses différentes structures et les clubs. Les joutes entre juristes et avocats s’éternisent et les verdicts sportifs restent en souffrance.
Le vendredi 20 mai 2011, le Comité d'Appel confirme la sanction. Mais début juillet 2011, un premier pourvoi en évocation est jugé recevable. Cependant, le 22/07/2011, Namur est à nouveau débouté par le nouveau comité d'appel, qui se réunit. Le 12/08/2011, le club mosan voit une autre procédure "en évocation" jugée recevable. Cette fois c'est une chambre d'appel du "football rémunéré" qui doit statuer. Mais la date du traitement de ce dossier n'est pas immédiatement fixée, si bien qu'au moment où, le mercredi 17/08/2011, la saison 2011-2012 de D3 débute, le club namurois espère encore être repêché, même si nombre d'observateurs neutres estiment le fait peu probable...
Finalement, début septembre 2011, alors que la Chambre d'Appel évoquée ci-dessus, ne s'est pas encore réunie, l'UR Namur se résigne à son sort et déclare arrêter toute procédure. Le club reste en Promotion.

## Faillites
Durant cette saison, trois clubs connaissent des difficultés financières tellement importantes que l'on craint la disparition des entités. L'Olympic de Charleroi et K. Sporting Kermt-Hasselt sont en cessation de paiement alors que Bleid perd son principal soutien.
Finalement, les trois matricules s'en tirent.

### L'Olympic sauvé sur le fil
Le cas le plus épineux est celui du Royal Olympic Club de Charleroi-Marchienne. Déjà dans le rouge la saison précédente, le club connaît un début de championnat très difficile. Gravement endetté, le matricule 246 tente de survivre. Au moment de la reprise, le vieux club carolorégien est dans l'attente d'argent frais, promis par ses propriétaires (le groupe majoritaire est familièrement appelé « Groupe Harrison ») depuis de longs mois. Une procédure "de mise en faillite" est initiée par les principaux créanciers du club. Le 5 septembre 2011, le Tribunal de Commerce de Charleroi allonge le délai accordé aux "Dogues" et le porte au 10 octobre 2011. Sportivement, la situation est dramatique. Le club n'est pas en mesure d'assumer les salaires des joueurs (dont certains attendent depuis plusieurs mois). Pour des questions d'assurance, seuls des jeunes peuvent être alignés.
Certains veulent encore y croire, mais l'avenir est plus qu'incertain pour les "Olympiens". D'autant plus que le 29 septembre 2011, la Fédération belge suspend le club « de toutes activités sportives » (Premières et équipes jeunes) car le club n'a pas respecté un délai de paiement d'arriérés de salaires à un joueur (Stéphane Stassin) et un ancien joueur (Samuel Dog). Cette suspension prend effet immédiatement. Le lundi 10 octobre 2011, le Tribunal de Commerce de Charleroi déclare la « SCRL (Coopérative) Olympic de Charleroi » en faillite. Avec l'aide du curateur (Maître Fiasse), les équipes de jeunes obtiennent une dérogation pour reprendre les compétitions officielles. Ce fait assez exceptionnel, en fait, inédit fait grincer des dents certains dirigeants de clubs qui n'eurent pas cette chance par le passé. Quant à l'équipe « Premières », la suspension reste d'application tant que la SCRL n'a pas réglé les problèmes ayant amenés cette situation. Au niveau de la procédure fédérale, l'étape suivante est la radiation du matricule !
Quid de l'avenir ? Des pistes non officiellement déclarées existeraient. Ainsi, les dirigeants du FC Charleroi (qui évolue en Promotion) auraient un plan dont un double organigramme afin de cogérer les deux entités tout en respectant les règlements de la fédération et la législation en vigueur. Un groupe de sympathisants lancent une opération "Les Dogues du Cœur". Une première manifestation est prévue le 28 octobre 2011 au stade de la Neuville. Leur but ? Sauver le matricule 246 de la disparition.
En novembre 2011, si rien est encore décidé, cela bouge pas mal en coulisses. Les responsables de l'École des Jeunes du club et l'ASBL Dogue 246 (qui regroupent des fervents supporters) envisagent une reprise avec une tentative d'aligner une équipe pour les 2e tour ! L'affaire n'a pas fait grand bruit car la constatation est évidente: impossible. Différentes pistes restent possibles pour un sauvetage du club, mais le chemin est long.
Le 18 avril 2012, l'URBSFA décide d'infliger un forfait général au club carolo. Une décision dont le caractère tardif aurait été influencé par le fait que les équipes de jeunes du club ont été autorisées à poursuivre leurs activités !
Alors que le mois de mai 2012 se profile, une possibilité de sauver le matricule existe bel et bien, mais le groupe d'investisseurs hésite encore à s'engager.
Finalement, une solution est trouvée in-extremis. Un groupe emmené par le commerçant local Adem Sahin, épaulé par une ASBL de supporters (Dogue 246) réunit l'argent nécessaire pour éviter la radiation. Le vieux club peut donc continuer sa longue Histoire.

### Hasselt sauvé par un des siens
En décembre 2011, c'est le K. S. K. Hasselt qui se déclare en cessation de paiement. La faillite du cercle limbourgeois est inéluctable. Après quelques jours d'incertitude, le cercle décide de poursuivre ses activités « avec les moyens du bord ». Peu après, l'ancien gardien international Stijn Stijnen (originaire d'Hasselt) propose son aide et annonce qu'il s'entoure de différents conseillers (dont les joueurs pro' Karel Geraerts et Jelle Van Damme). Le club qui se renomme K. Sporting Hasselt est tiré des embarras financiers, mais doit sportivement descendre, alors qu'une cession de patrimoine est entamée.

### Bleid
Vers la mi-championnat, le club gaumais perd son principal argentier et plonge financièrement dans le rouge. Les Panis terminent la saison comme ils peuvent alors que des solutions sont cherchées. Un groupe alsacien est annoncé mais dans la réalité des faits, il y a peu de concret. L'ancien gardien international français Lionel Charbonnier remue ciel et terre pour sauver le club, entre autres avec l'aide des chanteurs Francis Lalanne et Matt Pokora. Mais en dehors de coups médiatiques sympas, l'argent n'afflue pas.
Finalement, six semaines après la fin du championnat, une solution est trouvée sous la forme d'un déménagement à...Bruxelles. Un groupe, conduit par l'ancien Diable Rouge Michel De Wolf, rachète le matricule et le déménage à... Molenbeek, soit 250 kilomètres plus au Nord. Le but est faire revivre le R.W.D.M. (l'ancien glorieux « matricule 47 » qui a été radié en 2003).

## Plaintes à gogo
Dans la série A, la seconde partie de la saison est marquée par une succession de plaintes. Verviers réclame contre R. FC Tournai, puis en fin de parcours c'est FC Bleid-Gaume, auquel se joint Bertrix, dépose plainte contre Coxyde.
Comme à l'accoutumée, ces dossiers s'étirent dans le temps et sont une suite de procédure : première instance du Comité sportif, Comité d'Appel, Chambre d'Evocation...
À la suite des décisions rendues, reste à savoir si les clubs s'estimant lésés (principalement Tournai) saisiront les tribunaux civils et/ou la Cour d'Arbitrage du Sport belge du COIB.

### Verviers vs Tournai
Le 16 mars 2012, on apprend que le R. CS Verviers a déposé une réclamation contre le R. FC Tournai qui a aligné le joueur Yannick Lacam, (transféré de Renaix en juillet 2011) dont l'affiliation n'est pas valable ! Le 25 avril 2012, l'URBSFA juge la plainte de Verviers recevable mais non-fondée. Tournai conserve la totalité des points engrangés.
En substance, la fédération belge considère qu'une faute existe mais qu'elle n'est pas imputable au club de Tournai. Dans les faits, le courrier officiel venant de l'URBSFA faisant suite au transfert du joueur concerné aurait dû mentionner que le joueur était transféré mais non-qualifié pour être aligné. Le courrier fédéral ne précisant pas l'interdiction, Tournai aligna Lacam.
Cependant, à la suite de la décision du 25 avril, Verviers se pourvoit en appel. Le 16 mai, Tournai est débouté et perd les points marqués lorsque Lacam fut aligné ! Le matricule 26 se retrouve descendant mais décide d'aller en évocation. Débouté lorsque celle-ci est étudiée, le 29 juin 2012, Tournai qui n'a pu apporter d'élément nouveau se retrouve en Promotion.
Le matricule 26 saisit le Tribunal des Référés de Tournai. Le mercredi 12 septembre 2012, la Cour se prononce en faveur du club qui a refusé de commencer le championnat 2012-2013 en Promotion. Le cercle doit être replacé en D3 ! Voir « Dossier Tournai ».

### Bleid vs Coxyde
Le 24 avril 2012, c'est au tour du FC Bleid-Gaume de déposer une réclamation. Le club gaumais se plaint que le K. VV Coxyde a aligné un joueur non-qualifié (Alan Van Laer). La R. Entente Bertrigeoise se joint à Bleid avec les mêmes reproches contre Coxyde. L'URBSFA juge ce dossier le 2 mai 2012. Le cercle côtier perd 17 points, mais va en appel. Toutefois, par la suite, c'est 20 unités qui sont ôtées à Coxyde. Le club doit jouer les « barrages », pendant lesquels il assure son maintien en battant Ypres puis Overijse.

### Coxyde vs Verviers
Fin avril, la saga des plaintes se poursuit avec la réclamation déposée par le K. VV Coxyde contre le R. CS Verviers. Ce dernier aurait aligné durant le premier tour un joueur non qualifié (Grandisson). L'affaire est traitée le 9 mai. Débouté dans tous les dossiers, le K. VV Coxyde annonce qu'il conteste les verdicts et continue de défendre ses droits.
Le club côtier est contraint de disputer le Tour final des Promotions pendant lequel il assure son maintien en battant Ypres puis Overijse.

## Déménagement - Changement d'appellation
Au terme de la saison précédente, l'URS du Centre (matricule 213) quitte le Stade Raymond Dienne d'Haine-Saint-Pierre et s'installe au Stade du Tivoli de La Louvière. Tout en conservant son matricule 213, le club prend la dénomination de Union Royale La Louvière Centre.

## Clubs participants 2011-2012
- la Colonne "Mat" renseigne le numéro matricule du club concerné.

### Série A
| 2011-2012 | Mat  | Clubs                                                 | Villes      | Provinces       |
| --------- | ---- | ----------------------------------------------------- | ----------- | --------------- |
| Div. II   | 26   | Royal Football Club Tournai                           | Tournai     | Hainaut         |
| 13e "B"   | 8    | Royal Cercle Sportif Verviers                         | Verviers    | Liège           |
| 9e "A"    | 38   | Koninklijke Sportkring Ronse                          | Renaix      | Fl. orientale   |
| 11e "B"   | 76   | Royal Football Club Huy                               | Huy         | Liège           |
| 6e "A"    | 81   | Koninklijke Sportvereniging Oudenaarde                | Audenarde   | Fl. orientale   |
| 2e "B"    | 200  | Royal Excelsior Virton                                | Virton      | Luxembourg      |
| 7e "B"    | 213  | Union Royale La Louvière Centre                       | La Louvière | Hainaut         |
| 8e "B"    | 246  | Royal Olympic Club de Charleroi-Marchienne            | Charleroi   | Hainaut         |
| 3e "A"    | 818  | Koninklijke Maatschappij Sportkring Deinze            | Deinze      | Fl. orientale   |
| 12e "A"   | 822  | Torhout Koninklijke Maatschappij 1992                 | Torhout     | Fl. occidentale |
| 4e "A"    | 1934 | Koninklijke Voetbalvereniging Coxyde                  | Coxyde      | Fl. occidentale |
| 13e "A"   | 3302 | Koninklijke Racing Club Waregem                       | Waregem     | Fl. occidentale |
| 4e "B"    | 4167 | Royale Entente Bertrigeoise                           | Bertrix     | Luxembourg      |
| 12e "A"   | 5192 | Royale Jeunesse Sportive Heppignies-Lambusart-Fleurus | Heppignies  | Hainaut         |
| 14e "A"   | 5553 | Koninklijke Oude-Leerlingen St-Augustinus Brakel      | Brakel      | Fl. orientale   |
| 14e "B"   | 9026 | Football Club Bleid Gaume                             | Bleid       | Luxembourg      |
| Prom.     | 216  | Royal Mouscron Peruwelz                               | Mouscron    | Hainaut         |
| Prom.     | 2899 | Royal Géants Athois                                   | Ath         | Hainaut         |

#### Localisations Série A
| \| Coxyde Torhout Waregem Oudenaerde Ronse Deinze Brakel Mouscron Tournai Ath La Louvière Olympic Hepp.-Lamb.-Fl. Huy Verviers Bertrix Virton Bleid \| Localisation des clubs engagés en Division 3A 2011-2012 |
| Coxyde Torhout Waregem Oudenaerde Ronse Deinze Brakel Mouscron Tournai Ath La Louvière Olympic Hepp.-Lamb.-Fl. Huy Verviers Bertrix Virton Bleid                                                               |

### Série B
| 2011-2012 | Mat  | Clubs                                         | Villes       | Provinces       |
| --------- | ---- | --------------------------------------------- | ------------ | --------------- |
| Div. II   | 148  | Koninklijke Voetbalclub Turnhout              | Turnhout     | Anvers          |
| Div. II   | 2138 | Koninklijke Rupel Boom Football Club          | Boom         | Anvers          |
| 5e "B"    | 10   | Royale Union Saint-Gilloise                   | Forest       |                 |
| 10e "A"   | 211  | Koninklijke Football Club Vigor Wuitens Hamme | Hamme        | Fl. occidentale |
| 15e "A"   | 342  | Koninklijke Sportvereniging Bornem            | Bornem       | Anvers          |
| 6e "B"    | 595  | Koninklijke Bocholter Voetbalvereniging       | Bocholt      | Limbourg        |
| 5e "A"    | 606  | Koninklijke Football Club Dessel Sport        | Dessel       | Anvers          |
| 10e "B"   | 887  | Koninklijke Diegem Sport                      | Diegem       | Brabant         |
| 15e "B"   | 1021 | Koninklijke Sportclub Grimbergen              | Grimbergen   | Brabant         |
| 8e "A"    | 2169 | Football Club Verbroedering Geel-Meerhout     | Geel         | Anvers          |
| 2e "A"    | 2366 | Hoogstraten Voetbalvereniging                 | Hoogstraten  | Anvers          |
| 3e "B"    | 3197 | Koninklijke Voetbalclub Woluwe-Zaventem       | Zaventem     | Brabant         |
| 9e "B"    | 3245 | Koninklijke Sporting Hasselt                  | Hasselt      | Limbourg        |
| 11e "A"   | 4297 | Koninklijke Sportvereniging Temse             | Tamise       | Fl. orientale   |
| Prom.     | 24   | Koninklijke Racing Club Mechelen              | Malines      | Anvers          |
| Prom.     | 526  | Royal Football Club Union La Calamine         | La Calamine  | Liège           |
| Prom.     | 1349 | Koninklijke Olympia Sporting Club Wijgmaal    | Wijgmaal     | Brabant         |
| Prom.     | 3434 | Koninklijke Patro Eisden Maasmechelen         | Maasmechelen | Limbourg        |

#### Localisations Série B
| \| Hoogstraten Rupel Boom Bornem Turnhout Dessel Geel- · Meerhout Bocholt Hasselt P. Eisden Hamme Temse Union SG RC Mechelen Wijgmaal Grimbergen Dieg. W-Zaventem La Calamine \| Localisation des clubs engagés en Division 3B 2011-2012 |
| Hoogstraten Rupel Boom Bornem Turnhout Dessel Geel- · Meerhout Bocholt Hasselt P. Eisden Hamme Temse Union SG RC Mechelen Wijgmaal Grimbergen Dieg. W-Zaventem La Calamine                                                               |

## Résumé de la saison

### Série A

#### Première tranche (août/septembre)
L'Union Royale La Louvière Centre réalise un départ tonitruant et ne concède pas le moindre but pendant les 9 premiers matches. Le cercle du « Centre » aligne 7 victoires en 7 matches puis concède un partage vierge à Virton. Un succès lors de la 9e journée, contre Ath (3-0) assure déjà le gain de la première tranche avec 25 points sur 28. Le premier poursuivant, Mouscron-Péruwelz qui profite d'une 3e défaite subie par Coxyde, est à 4 unités. Le RMP reçoit l'URLLC lors de la 10e journée et s'impose pour revenir à une unité. À l'autre bout du classement, Torhout et Brakel conquièrent leur premier succès en championnat, respectivement aux dépens de Heppignies et de Tournai, lors de la 8e journée. Durant cette même journée, l'Olympic Charleroi gagne son premier match contre Verviers (2-0). Pour les "Dogues" carolos se sont même les tout premiers points de la saison. Mais le jeudi suivant la fédération prononce la suspension de toutes activités sportives pour le club carolo (voir ci-dessus).
En raison de la situation de l'Olympic de Charleroi, de nombreuses suppositions et conjectures circulent quant au gain de la 1re tranche. Dans le cas d'un retrait pur et simples des points (si forfait général de l'Olympic), La Louvière, vainqueur des « Dogues », aurait… deux points de moins que Mouscron-Péruwelz ! Comme souvent dans le football belge, les différentes lectures du règlement et surtout leurs interprétations laissent planer un certain doute. Au soir de la 10e journée, l'URLLC est déclarée gagnante de la première tranche.

#### Deuxième tranche (octobre/janvier)
La 11e journée voit La Louvière reprendre ses distances après un net succès contre Coxyde alors que Mouscron-Péruwelz est accroché à Verviers. Huit jours plus tard, c'est le contraire. Les Loups concèdent le partage à Audenarde tandis que les Hurlus battent Brakel. Lors de la 13e journée, Mouscron gagne sans jouer (forfait à l'Olympic) et prend la tête pour la première fois car, La Louvière est accroché (0-0) par Torhout. Virton débute cette 2e tranche avec un 9 sur 9.
Le cercle gaumais s'incline à Mouscron-Péruwelz lors de la 14e journée. Le club picard chipe ainsi le commandement de la tranche avec 10 points. Outre Virton, Renaix et Coxyde sont en embuscade à une longueur. À ce moment du championnat une rumeur s'insinue et persiste. Le FC Bleid-Gaume, dont le Conseil d'Administration a démissionné en bloc, suivi de près par l'entraîneur, pourrait ne pas terminer la saison. On parle d'un arrêt au 31 décembre 2011.
Lors de la 15e journée, Mouscron-Péruwelz consolide sa première place au général en profitant de la défaite surprise de La Louvière, à domicile (1-2), contre Huy. Virton écarte Coxyde (1-0) et se replace à la 2e place du classement provisoire de la tranche, avec trois points de retard sur les Hurlus. Après avoir tenu bon contre Mouscron (0-0), Verviers signe un médiocre « 0 sur 12 » et s'enlise en fond de tableau.
À l'occasion de la 16e journée, Mouscron-Péruwelz, bien que tenu en échec (1-1) au R. FC Tournai reste en tête de la 2e tranche car les trois premiers poursuivants (Virton, Audenarde et Renaix) ont aussi partagé l'enjeu. Au classement général, le « RMP » profite du revers de La Louvière à la R. JS Heppignies-Lambusart-Fleurus (2-1). Avec 5 points d'avance, les Hurlus sont « Champions d'Automne ».
La dernière journée du premier tour ne voit qu'un changement notable. Virton, accroché (0-0) par Torhout, cède la 3e place à Audenarde, net vainqueur (0-3) à Ath.
Pour terminer l'année civile, Mouscron-Péruwelz et La Louvière  ne commettent pas d'erreur. Les deux formations hennuyères sont largement en tête, à savoir 15 et 10 points sur Audenarde, 3e classé. Heppignies-Lambusart-Fleurus reste en course longtemps pour le gain de la 2e période. Mais lors du match d'alignement joué à Virton, les Oranges ne réalisent pas mieux qu'un partage. Lors de l'avant-dernière journée de cette tranche, Mouscron-Péruwelz concède un partage (1-1) à Huy. Ce point assure le gain de la période aux Picards, qui voient cependant La Louvière revenir à 3 points après son succès à Tournai (0-1).

#### Troisième tranche (janvier/mai)
En entamant, la dernière période, La Louvière perd de précieuses unités en concdédant des partages. Lors du "sommet" du 10 mars, en recevant Mouscron-Péruwelz, les « Loups » loupent le coche. Ils mènent au score mais se font rejoindre (1-1).
Le 31 mars 2012, le championnat connaît une nouvelle évolution importante. Alors que Mouscron-Péruwelz empoche les 3 points du forfait de l'Olympic, La Louvière trébuche à Torhout (1-0). Les "Loups" perdent leur gardien (Delwarte) exclu dès la 17e et c'est le médian Chabaïki qui monte au jeu et prend place entre les perches car il n'y a pas de portier suppléant sur le banc. Les Flandriens marquent à 10 minutes du terme. Dans le temps ajouté, Chebaïki est exclu à son tour et c'est Bombart qui devient le 3e gardien de la soirée !
Lors du week-end de Pâques (6 au 9 avril), sont joués les matches d'alignement à la suite des différentes remises précédentes. Mouscron-Péruwelz, facile vainqueur de Bleid (4-0), porte son avantage à 10 points sur La Louvière. Un succès lors de la journée suivante assurera le titre aux Hurlus. De son côté, Torhout KM 1992 (qui est certain d'encore obtenir trois points à la suite du forfait de l'Olympic) consolide sa 2e place au classement de la dernière tranche en battant Huy (3-1) Les Flandriens pourraient profiter d'un éventuel relâchement des Hurlus lorsque ceux-ci auront obtenu le titre. Mais le gain de la période serait pour l'honneur puisque non-demandeur de la licence pour la D2, le club ne pourra pas prendre part au tour final. En bas de tableau, Bertrix Huy, Bleid et Verviers sont au coude-à-coude pour éviter la descente et la place de barragiste...en attendant le verdict définitif dans le "dossier Tournai" (perte possible de 32 points).
Le samedi 14 avril, le Royal Mouscron-Péruwelz est assuré du titre. Les « Hurlus » partagent (0-0) à Virton mais La Louvière ne fait pas mieux (2-2) contre le RC Waregem. "Mouscron" passe en deux ans de la Promotion à la Division 2. En bas de tableau, Bleid-Gaume fait la toute bonne opération en battant Bertrix, dans un duel entre "mal-classés".
Lors de l'avant-dernière journée, Huy assure son maintien en s'imposant facilement (0-3) à Verviers. Celui-ci reste en position de descendant direct avec 23 points. Bleid compte 3 points de plus mais une victoire de moins que Verviers. Ce sont les deux seuls clubs encore menacés de relégation direct. Bertrix (28 points) peut encore être "barragiste".
Lors de la journée de clôture, Verviers s'impose (1-2) à Heppignies. Mais ce succès est insuffisant pour éviter la descente car Bleid a aussi gagné (4-2) contre Renaix. Les Gaumais reviennent à hauteur de Bertrix (qui a partagé 1-1 avec La Louvière). Mais en raison de la différence de buts générale, ce sont les Panis qui doivent participer au Tour final avec les équipes de Promotion.

### Série B

#### Première tranche (août/septembre)
Bocholt prend rapidement la tête, suivi par Dessel Sport. Ces deux clubs prennent quelque distance avec leurs premiers poursuivants. Parmi ceux-ci, Woluwe-Zaventem et l'Union SG prennent un bon départ mais concèdent ensuite des points. En bas de classement, Grimbergen (2 points sur 24) loupe son entame de championnat et ne remporte son premier succès que lors de la 9e journée et la venue de Tamise (alors avant-dernier). Mais cette même formation de Tamise créé la surprise lors de la 10e journée en battant Bocholt (2-1). Dessel Sport revient à la hauteur du leader et force un « test-match » pour le gain de la tranche.

#### Deuxième tranche (octobre/janvier)
Lors de la 11e journée, les deux premiers de la tranche initiale marquent le pas, surtout dans le chef de Dessel Sport écrasé (4-0) à Grimbergen, qui fut longtemps lanterne rouge. Une semaine plus tard, lors du sommet de la série, Dessel se reprend en infligeant un très sec (3-0) à Bocholt et prend la tête. Lors de la 13e journée, les leaders ne trébuchent pas alors que l'Union St-Gilloise enregistre sa 6e défaite.
Au soir de la 14e journée, Hoogstraten, Bornem et Turnhout campent avec 10 unités tandis que Rupel Boom s'est replacé à une longueur. Bocholt et Dessel Sport, dominateurs de la première tranche ont de nouveau laissé filer des points en concédant un partage. Après la 15e soirée de matches, Hoogstraten et Turnhout se sont isolés en tête de la tranche après que Bornem a été accroché (3-3) par l'Olympia Wijgmaal. De son côté, Dessel Sport reste en tête du classement général après un succès arraché (2-3) au RC Mechelen.
À la suite de la 16e journée jouée les 19 et 20 novembre 2011, les positions se resserrent en haut du classement. Dessel Sport (battu à Turnhout) et Bocholt (partage à l'Union) voient Bornem se rapprocher. Les Sang et Or anversois sont 2e de la deuxième tranche derrière Turnhout auteur d'un joli 16 sur 18. À noter qu'à cette période, soit le 15 novembre 2011, l'entraîneur d'Hoogstraten, Bart Wilmssen s'en va à l'Antwerp (Division 2). Le samedi suivant, Hoogstraten, alors en tête de la 2e tranche, s'incline lourdement (3-0), au Patro Eisden Maasmechelen (alors dernier de la tranche).
Le premier tour se termine avec une nette victoire de Dessel Sport (3-0, contre Hassel). Le club campinois qui est « champion d'automne ». Bocholt reporte le sommet contre Bornem et conforte sa deuxième place.
Au moment où se termine l'année civile 2011, Bocholt et Dessel Sport creusent l'écart en renvoyant le 3e (Bornem) à respectivement 11 et 10 points. Turnhout ayant marqué le pas, Dessel Sport a aussi pris la tête de la 2e tranche pour laquelle il reste deux journées à disputer.
À la veille de la dernière journée de la période, Dessel Sport tient la corde avant de recevoir La Calamine. Les deux poursuivants, distancés d'un point, Turnhout et Rupel Boom se rencontrent, tandis qu'Hoogstraten (à 2 points de Dessel) se déplace à Geel-Meerhout. C'est le scénario le plus improbable qui se déroule. Le leader Dessel Sport est surpris à domicile (0-1) par La Calamine tandis que Turnhout et Rupel Boom se neutralisent (0-0). Les trois équipes stagnent à 25 points. Hoogstraten est dominé à Geel-Meerhout mais finit par arracher la victoire (0-1). Cela lui donne 26 points et donc le gain de la 2e période.

#### Troisième tranche (janvier/mai)
L'entame de la 3e période est à l'avantage de Bocholt et d'Hoogstraten alors que Dessel perd plusieurs fois des points. Mais après quatre journées, le scénario s'inverse. Bocholt se fait surprendre au Racing de Malines (1-0) alors qu'Hoogstraten s'incline à Boom (2-1). Après 28 matches de compétition (6 dans la dernière tranche), le championnat est totalement relancé quand Dessel Sport va s'imposer à Bocholt (1-3). Les deux formations se retrouvent à stricte égalité au général. À ce moment, c'est l'étonnant Vigor Hamme qui prend la tête de la tranche.
À l'occasion de la 30e journée, les quatre premiers classés jouent "à qui perd gagne". Bocholt (qui reprend la tête) et Hoogstraten grappillent un point alors que Dessel Sport est battu à domicile dans le derby contre Geel-Meerhout (2-3). Au classement de la tranche, Hamme fait la toute bonne opération alors que Woluwe-Zaventem se glisse à la deuxième place (à 3 points).
À l'occasion des matches d'alignement (journée remise précédemment) joués lors du week-end de Pâques (7-8 avril), le chassé-croisé se poursuit. Bocholt, accroché à domicile par Grimbergen (1-1), laisse Dessel (vainqueur d'Eisden 2-1) reprendre la tête. Hamme (20 points) et Woluwe-Zaventem (17) mènent toujours le classement de la période. Hamme n'a pas demandé de licence pour la D2 et n'a donc pas accès au tour final.
Lors de la 31e journée, Bocholt accroché (1-1) à domicile par Diegem se retrouve distancé de 3 points par Dessel Sport. En fin de tableau, après un difficile « 0 sur 15 », l'Union SG assure son maintien en gagnant à Wijgmaal. Ce dernier reste dans la zone rouge avec Grimbergen, Temse et surtout Hasselt. Mathématiquement, le Patro Eisden Maasmechelen n'est pas encore "tirer d'embarras".
Les résultats de la 32e journée ramènent la lutte pour à deux formations: Dessel Sport et Bocholt. Accroché 1-1 par le RC Mechelen, Dessel n'a plus qu'un point d'avance sur Bocholt qui est allé gagner à Rupel Boom (2-3). Battus les « Briquetiers » de Boom sont mathématiquement écartés du titre, tout comme Hoogstraten qui a été tenu en échec (2-2) à Hamme.
Le statu quo prévaut en tête à l'issue de la 33e journée, lors de laquelle, Hasselt, battu 2-0 au RC Mechelen est mathématiquement condamné à la descente.
Dessel Sport empoche le titre en assurant une courte victoire (0-1) à Hasselt. Dans le bas du tableau, Wijgmaal largement battu (5-2) au Vigor Hamme est relégué. Temse battu (3-1) à Boom est rejoint par Grimbergen (vainqueur 0-2 à La Calamine). En raison de la différence de buts générale, c'est le K. SV Temse qui doit participer au Tour final avec les cercles de Promotion.

## Classements 2011-2012

### Légende
|                  | Champion et promu en Division 2                          |
|                  | Qualifié pour le tour final pour la montée en Division 2 |
|                  | Doit jouer les Barrages de maintien                      |
|                  | Relégation en Promotion                                  |
| en diminution    | Relégué de D2 depuis la saison 2010-2011                 |
| en augmentation  | Promu de Promotion (D4) depuis la saison 2010-2011       |
| (T1), (T2), (T3) | Vainqueurs de tranches 2011-2012                         |

### Division 3A  - Classement final
- - Champion d'Automne (17 journées) : R. Mouscron-Péruwelz

| Rang | Équipe                             | Pts | J  | G  | N  | P  | Bp | Bc | Diff |
| ---- | ---------------------------------- | --- | -- | -- | -- | -- | -- | -- | ---- |
| 1    | R. Mouscron-Péruwelz (T1 & T2)     | 77  | 32 | 23 | 8  | 1  | 66 | 18 | +48  |
| 2    | UR La Louvière Centre              | 65  | 32 | 19 | 8  | 5  | 59 | 26 | +33  |
| 3    | K. SV Oudenaarde                   | 60  | 32 | 17 | 9  | 6  | 63 | 30 | +33  |
| 4    | R. Excelsior Virton                | 52  | 32 | 15 | 7  | 10 | 46 | 28 | +18  |
| 5    | R. FC Tournai                      | 48  | 32 | 13 | 9  | 10 | 44 | 35 | +9   |
| 6    | Torhout 1992 KM (T3)               | 48  | 32 | 13 | 9  | 10 | 47 | 52 | -5   |
| 7    | K VV Coxyde                        | 45  | 32 | 14 | 3  | 15 | 52 | 60 | -8   |
| 8    | KM SK Deinze                       | 41  | 32 | 12 | 5  | 15 | 37 | 59 | -22  |
| 9    | R. Géants Athois                   | 41  | 32 | 11 | 8  | 13 | 37 | 34 | +3   |
| 10   | K. SK Ronse                        | 41  | 32 | 11 | 8  | 13 | 45 | 50 | -5   |
| 11   | K. Racing Waregem                  | 41  | 32 | 11 | 8  | 13 | 36 | 42 | -6   |
| 12   | R. JS Heppignies-Lambusart-Fleurus | 38  | 32 | 9  | 11 | 12 | 39 | 43 | -4   |
| 13   | K. OLSA Brakel                     | 36  | 32 | 10 | 6  | 16 | 33 | 49 | -16  |
| 14   | R. FC Huy                          | 31  | 32 | 7  | 10 | 15 | 33 | 49 | -16  |
| 15   | R. Entente Bertrigeoise            | 29  | 32 | 6  | 11 | 15 | 44 | 55 | -11  |
| 16   | FC Bleid Gaume                     | 29  | 32 | 6  | 11 | 15 | 31 | 51 | -20  |
| 17   | R. CS Verviers                     | 26  | 32 | 7  | 5  | 20 | 32 | 64 | -32  |
| 18   | R. Olympic CCM                     | 0   | 0  | 0  | 0  | 0  | 0  | 0  | 0    |

- Olympic: L'Olympic de Charleroi est longtemps maintenu dans le classement perdant chaque rencontre par forfait. Le club est mathématiquement relégué à l'issue de la journée jouée le week-end des 17 et 18 mars 2012. Finalement, l'URBSFA inflige un forfait général au matricule 246. Conformément au règlement le club disparaît alors du classement qui est établi sur 32 journées. Notons la particularité de ce "forfait général" qui contredit l'Article 1921, 2, 22 alinéa 226 du règlement fédéral qui précise que "une situation d'inactivité sportive, qu'elle soit sa durée, n'entraînera jamais le forfait général (Art. 1526)".
- Torhout KM 1992 gagne la 3e période mais n'a pas demandé sa licence pour la D2. Ce fait qualifie Virton pour le tour final.
- Pertes de points sur tapis vert
  - Tournai est relégué après la perte de 32 points à la suite du « Dossier Lacam » (op cit)
  - Coxyde est barragiste après la perte de 20 points à la suite du « Dossier Van Laer » (op cit)

#### Tableau des rencontres de la Série A
A des fins d'archives, le tableau ci-après conserve les résultats enregistrés par l'Olympic de Charleroi. Ils n'apparaîtront plus dans les archives de la fédération puisqu'un forfait général a été décrété le 18 avril 2012.
| Résultats (▼dom., ►ext.)                                   | ATH | BER | BLE | BRA | COX | DEI | HLF | HUY | LAL | RMP | OLY | OUD | RON | TOR | TOU  | VER | VIR | WAR |
| R. Géants Athois                                           |     | 3-0 | 0-0 | 2-0 | 2-3 | 1-1 | 1-1 | 1-0 | 0-0 | 1-2 | Fft | 0-3 | 2-3 | 4-0 | 1-0  | 0-1 | 1-0 | 1-0 |
| R. Entente Bertrigeoise                                    | 1-4 |     | 4-1 | 0-1 | 4-1 | 6-1 | 2-1 | 1-2 | 1-1 | 1-2 | 5-1 | 0-2 | 2-2 | 1-1 | 1-1  | 2-2 | 1-2 | 2-2 |
| FC Bleid-Gaume                                             | 1-1 | 3-2 |     | 3-0 | 0-0 | 0-4 | 5-1 | 2-0 | 0-1 | 0-0 | Fft | 1-1 | 4-2 | 1-1 | 0-1  | 1-1 | 2-2 | 3-3 |
| K. OLSA Brakel                                             | 1-0 | 0-0 | 2-0 |     | 1-2 | 4-6 | 0-3 | 2-0 | 0-3 | 0-2 | Fft | 0-2 | 3-1 | 2-1 | 2-1  | 2-0 | 1-5 | 1-2 |
| K. VV Coxyde                                               | 2-3 | 1-1 | 2-0 | 2-1 |     | 4-0 | 2-1 | 1-1 | 1-3 | 3-7 | Fft | 0-3 | 2-3 | 2-1 | 1-3  | 3-1 | 4-1 | 4-1 |
| KM SK Deinze                                               | 1-3 | 1-1 | 1-0 | 0-2 | 2-0 |     | 1-0 | 2-0 | 1-3 | 1-6 | 7-0 | 2-2 | 0-0 | 1-3 | 0-0  | 2-1 | 0-3 | 1-3 |
| R. JS Hepp.-Lamb.-Fl.                                      | 1-0 | 1-0 | 0-0 | 1-1 | 1-2 | 2-0 |     | 0-0 | 2-1 | 0-2 | Fft | 2-4 | 1-1 | 2-2 | 4- 1 | 1-2 | 2-0 | 1-0 |
| R. FC Huy                                                  | 0-1 | 1-1 | 1-1 | 1-1 | 0-2 | 0-2 | 1-1 |     | 3-0 | 1-1 | 4-1 | 1-1 | 2-4 | 3-1 | 1-1  | 3-2 | 0-1 | 1-1 |
| UR. La Louvière Centre                                     | 3-0 | 3-2 | 6-0 | 3-1 | 3-0 | 4-0 | 3-2 | 1-2 |     | 1-1 | 2-0 | 2-0 | 3-1 | 0-0 | 2-0  | 2-0 | 0-0 | 2-2 |
| R. Mouscron-Péruwelz                                       | 1-0 | 4-0 | 4-0 | 1-0 | 3-0 | 2-0 | 2-1 | 4-2 | 3-1 |     | Fft | 1-0 | 2-0 | 2-2 | 0-1  | 1-0 | 2-0 | 2-0 |
| R. Olympic CCM                                             | Fft | Fft | 1-2 | Fft | Fft | Fft | 1-4 | Fft | Fft | Fft |     | Fft | 1-2 | Fft | Fft  | 2-0 | Fft | Fft |
| K. SV Oudenaarde                                           | 3-2 | 0-2 | 1-0 | 2-0 | 2-0 | 5-0 | 0-0 | 2-0 | 2-2 | 1-1 | Fft |     | 2-0 | 8-1 | 1-2  | 1-1 | 0-0 | 2-1 |
| K. SK Ronse                                                | 0-0 | 3-1 | 0-2 | 1-1 | 2-0 | 1-2 | 1-1 | 2-1 | 0-2 | 1-2 | Fft | 2-0 |     | 0-5 | 0-0  | 1-2 | 1-2 | 0-1 |
| Torhout 1992 KM                                            | 1-1 | 3-2 | 1-0 | 0-0 | 2-3 | 1-0 | 3-1 | 3-1 | 1-0 | 0-4 | Fft | 0-3 | 0-3 |     | 2-1  | 3-0 | 3-2 | 1-5 |
| R. FC Tournai                                              | 2-1 | 3-0 | 1-0 | 2-1 | 2-3 | 0-1 | 4-1 | 4-0 | 0-1 | 1-1 | Fft | 3-3 | 1-1 | 0-0 |      | 3-2 | 1-0 | 0-0 |
| R. CS Verviers                                             | 1-0 | 1-2 | 2-1 | 1-1 | 3-1 | 2-1 | 3-4 | 0-3 | 1-2 | 0-0 | Fft | 1-4 | 1-3 | 0-4 | 0-3  |     | 0-4 | 1-2 |
| R. Excelsior Virton                                        | 1-0 | 2-1 | 5-0 | 1-0 | 1-0 | 0-3 | 0-0 | 1-0 | 0-0 | 0-0 | Fft | 2-3 | 2-4 | 0-0 | 2-0  | 2-0 |     | 0-2 |
| K. Racing Waregem                                          | 1-1 | 0-0 | 1-0 | 1-2 | 2-1 | 0-2 | Fft | 0-2 | 0-1 | 0-1 | Fft | 1-0 | 1-2 | 0-1 | 3-2  | 2-0 | 1-0 |     |
| - Victoire à domicile - Match nul - Victoire à l'extérieur |     |     |     |     |     |     |     |     |     |     |     |     |     |     |      |     |     |     |

- Fft= forfait, score de forfait infligé à l'Olympic Charleroi, en raison de l'interdiction de toutes activités sportives sanctionnant ce club à partir du 29/09/2011.
- Rencontres remises
  - 17 décembre 2011 : « R. Excelsior Virton-R. JS Heppignies-Lamb.Fl. » (météo), jouée le 7 janvier 2012.
  - 18 décembre 2011 : « R. CS Verviers-KM SK Deinze » (météo), jouée le 8 janvier 2012.
  - 12 février 2012 : remise générale, les matches sont joués lors du week-end de Pâques (6 au 9 avril).

### Division 3B - Classement final
- - Champion d'Automne (17 journées) : K. FC Dessel Sport

| Rang | Équipe                         | Pts | J  | G  | N  | P  | Bp | Bc | Diff |
| ---- | ------------------------------ | --- | -- | -- | -- | -- | -- | -- | ---- |
| 1    | K. FC Dessel Sport             | 69  | 34 | 21 | 6  | 7  | 61 | 32 | +29  |
| 2    | Hoogstraten VV (T2)            | 65  | 34 | 19 | 8  | 7  | 77 | 49 | +28  |
| 2    | K. Bocholter VV (T1)           | 65  | 34 | 19 | 8  | 7  | 64 | 43 | +21  |
| 4    | KV Woluwe-Zaventem (T3)        | 59  | 34 | 17 | 8  | 9  | 63 | 47 | +16  |
| 5    | K. Rupel Boom FC               | 58  | 34 | 18 | 4  | 12 | 60 | 42 | +18  |
| 6    | K. FC Vigor Wuitens Hamme      | 56  | 34 | 17 | 5  | 12 | 62 | 52 | +10  |
| 7    | K. SV Bornem                   | 54  | 34 | 15 | 9  | 11 | 69 | 59 | +10  |
| 8    | K. RC Mechelen                 | 51  | 34 | 13 | 12 | 9  | 60 | 44 | +16  |
| 9    | FC Verbroedering Geel-Meerhout | 48  | 34 | 15 | 3  | 16 | 48 | 52 | -4   |
| 10   | R. FC Union La Calamine        | 47  | 34 | 14 | 5  | 15 | 47 | 47 | 0    |
| 11   | KV Turnhout                    | 46  | 34 | 13 | 7  | 14 | 51 | 55 | -4   |
| 12   | R. Union St-Gilloise           | 42  | 34 | 13 | 3  | 18 | 42 | 58 | -16  |
| 13   | K. Diegem Sport                | 41  | 34 | 9  | 14 | 11 | 40 | 37 | +3   |
| 14   | K. Patro Eisden Maasmechelen   | 35  | 34 | 9  | 8  | 17 | 43 | 53 | -10  |
| 15   | K. SC Grimbergen               | 32  | 34 | 8  | 8  | 18 | 29 | 52 | -23  |
| 16   | K. SV Temse                    | 32  | 34 | 8  | 8  | 18 | 39 | 66 | -27  |
| 17   | K. Olympia SC Wijgmaal         | 28  | 34 | 7  | 7  | 20 | 37 | 72 | -35  |
| 18   | K. Sporting Kermt-Hasselt      | 24  | 34 | 5  | 9  | 20 | 29 | 66 | -37  |

#### Tableau des rencontres de la Série B
| Résultats (▼dom., ►ext.)                                   | BOC | BOO | BOR | DES | DIE | EIS | GEE | GRI | HAM | HAS | HOO | LAC | RCM | USG | TEM | TUR | WZA | WIJ |
| K. Bocholter VV                                            |     | 2-1 | 1-0 | 1-3 | 1-1 | 3-1 | 2-0 | 1-1 | 3-2 | 2-0 | 2-2 | 1-0 | 2-2 | 3-0 | 1-0 | 2-1 | 2-4 | 5-0 |
| K. Rupel Boom FC                                           | 2-3 |     | 4-0 | 1-2 | 1-0 | 2-0 | 2-1 | 2-0 | 2-3 | 1-2 | 2-1 | 1-0 | 1-1 | 0-1 | 3-1 | 0-0 | 3-1 | 0-3 |
| K. SV Bornem                                               | 2-1 | 3-5 |     | 0-3 | 1-1 | 4-3 | 3-2 | 3-0 | 3-3 | 2-2 | 3-3 | 0-1 | 1-0 | 3-1 | 1-3 | 5-2 | 1-0 | 2-2 |
| K. FC Dessel Sport                                         | 3-0 | 2-1 | 1-1 |     | 2-0 | 2-1 | 2-3 | 0-0 | 4-0 | 3-0 | 4-2 | 0-1 | 1-1 | 1-0 | 3-3 | 3-0 | 4-2 | 3-1 |
| K. Diegem Sport                                            | 1-1 | 2-1 | 0-1 | 0-0 |     | 0-2 | 0-2 | 1-1 | 2-1 | 5-0 | 1-1 | 1-0 | 1-1 | 4-0 | 2-0 | 1-0 | 1-2 | 0-0 |
| Patro Eisden Maasmech.                                     | 1-2 | 1-3 | 2-2 | 0-2 | 3-2 |     | 0-1 | 2-0 | 1-3 | 0-0 | 3-0 | 0-0 | 1-2 | 1-2 | 3-0 | 2-4 | 1-1 | 2-1 |
| FC Verbr. Geel-Meerhout                                    | 2-3 | 0-0 | 3-2 | 0-1 | 2-1 | 2-1 |     | 2-1 | 1-2 | 3-1 | 0-1 | 0-1 | 1-0 | 1-2 | 3-0 | 1-1 | 2-1 | 4-0 |
| K. SC Grimbergen                                           | 0-2 | 2-3 | 0-3 | 4-0 | 0-0 | 1-1 | 1-0 |     | 0-2 | 2-0 | 0-3 | 1-3 | 0-4 | 1-0 | 4-1 | 0-4 | 0-1 | 1-0 |
| K. FC Vigor Wuitens Hamme                                  | 2-3 | 1-0 | 1-2 | 0-0 | 3-1 | 1-0 | 2-1 | 2-1 |     | 0-0 | 2-2 | 3-0 | 0-0 | 1-0 | 3-0 | 3-0 | 1-2 | 5-2 |
| K. Sporting Kermt-Hasselt                                  | 2-2 | 0-1 | 0-4 | 0-1 | 1-1 | 0-2 | 2-1 | 1-1 | 0-4 |     | 1-3 | 0-1 | 1-2 | 2-0 | 0-1 | 0-0 | 4-3 | 2-1 |
| Hoogstraten VV                                             | 2-1 | 5-4 | 2-2 | 3-1 | 0-1 | 3-1 | 4-3 | 3-1 | 4-3 | 4-1 |     | 1-0 | 3-3 | 3-1 | 3-0 | 0-1 | 0-0 | 5-0 |
| R. FC Union La Calamine                                    | 1-1 | 2-1 | 4-3 | 0-2 | 2-1 | 0-2 | 0-1 | 0-2 | 3-0 | 0-0 | 0-4 |     | 1-1 | 1-3 | 3-1 | 4-1 | 1-2 | 1-0 |
| K. RC Mechelen                                             | 1-0 | 1-2 | 2-3 | 2-3 | 3-3 | 5-0 | 2-2 | 0-1 | 3-4 | 2-0 | 3-1 | 1-0 |     | 0-0 | 2-2 | 1-2 | 4-2 | 2-3 |
| R. Union St-Gilloise                                       | 1-1 | 1-3 | 0-1 | 1-0 | 2-1 | 0-2 | 2-1 | 2-2 | 2-3 | 2-1 | 1-4 | 3-2 | 1-2 |     | 3-1 | 1-4 | 2-3 | 2-0 |
| K. SV Temse                                                | 2-1 | 0-3 | 2-1 | 0-3 | 1-1 | 0-0 | 3-0 | 2-0 | 3-1 | 2-2 | 0-1 | 2-2 | 1-2 | 0-3 |     | 1-1 | 1-3 | 2-3 |
| KV Turnhout                                                | 1-3 | 1-3 | 1-2 | 2-1 | 0-2 | 2-1 | 0-1 | 2-1 | 2-1 | 2-0 | 1-3 | 5-3 | 0-1 | 4-2 | 1-1 |     | 3-3 | 2-1 |
| KV Woluwe-Zaventem                                         | 1-3 | 0-0 | 3-0 | 0-1 | 1-1 | 1-1 | 2-1 | 1-0 | 3-0 | 5-3 | 1-1 | 2-3 | 1-1 | 2-0 | 2-1 | 1-0 |     | 3-0 |
| K. Olympia SC Wijgmaal                                     | 1-3 | 0-2 | 3-3 | 2-0 | 1-1 | 2-2 | 1-3 | 0-0 | 2-0 | 3-1 | 2-0 | 1-3 | 0-3 | 0-1 | 1-2 | 1-1 | 0-4 |     |
| - Victoire à domicile - Match nul - Victoire à l'extérieur |     |     |     |     |     |     |     |     |     |     |     |     |     |     |     |     |     |     |

- Rencontres remises
  - 17 décembre 2011 : « K. SK Hasselt-K. Rupel Boom FC » (météo), jouée le 11 janvier 2012.
  - 18 décembre 2011 : « K. SC Grimbergen-Hoogstraten VV » (météo), jouée le 8 janvier 2012.
  - 10 mars 2012 : « KV Turnhout-FC Verbroed. Geel-Meerhout » (personne devant donner le coup d'envoi victime d'un malaise sur le terrain !), jouée le 18 avril 2012.

## Classements des «tranches» 2011-2012
Ce paragraphe propose le classement des cinq premières places lors des trois « périodes » (aussi également appelées familièrement « tranches » dans le football francophone belge). Celles-ci sont réparties chronologiquement en 10+12+12 rencontres. Rappelons que seule la première place d'un classement intermédiaire à de la valeur et que dans le cas où un vainqueur de période ne participe pas au tour final (champion, pas de licence pour la D2, barragiste ou relégué), c'est le club classé directement sous le champion au classement final qui est qualifié (2e, 3e, etc.).
Le terme période est aussi régulièrement remplacé par son synonyme: « tranche ».

### Série A
À la suite du forfait général infligé tardivement (18 avril 2012, alors que le club est sanctionné d'inactivité dès le 30 septembre 2011) à l'Olympic de Charleroi les classements des périodes sont adaptés (Matches de l'Olympic retirés).

#### Tranche 1:1re-10ejournée
- Classement avec les matches de l'Olympic:

| Rang | Équipe                | Pts | J  | G | N | P | Bp | Bc | Diff |
| ---- | --------------------- | --- | -- | - | - | - | -- | -- | ---- |
| 1    | UR La Louvière Centre | 25  | 10 | 8 | 1 | 1 | 20 | 3  | +17  |
| 2    | R. Mouscron-Péruwelz  | 24  | 10 | 7 | 3 | 0 | 21 | 7  | +14  |
| 3    | K VV Coxyde           | 18  | 10 | 6 | 0 | 4 | 19 | 18 | +1   |
| 4    | K. SV Oudenaarde      | 18  | 10 | 5 | 3 | 2 | 27 | 11 | +16  |
| 5    | R. Excelsior Virton   | 17  | 10 | 5 | 2 | 3 | 12 | 8  | +4   |
|      | ...                   |     |    |   |   |   |    |    |      |

- Classement sans les matches de l'Olympic qui devient le classement officiel après le 18/04/2012 :

| Rang | Équipe                    | Pts | J  | G | N | P | Bp | Bc | Diff |
| ---- | ------------------------- | --- | -- | - | - | - | -- | -- | ---- |
| 1    | R. Mouscron-Péruwelz (T1) | 24  | 10 | 7 | 3 | 0 | 21 | 7  | +14  |
| 2    | UR La Louvière Centre     | 22  | 9  | 7 | 1 | 1 | 18 | 3  | +15  |
| 3    | K VV Coxyde               | 18  | 10 | 6 | 0 | 4 | 19 | 18 | +1   |
| 4    | K. SV Oudenaarde          | 18  | 10 | 5 | 3 | 2 | 27 | 11 | +16  |
| 5    | R. Excelsior Virton       | 17  | 10 | 5 | 2 | 3 | 12 | 8  | +4   |
|      | ...                       |     |    |   |   |   |    |    |      |

#### Tranche 2:11e-22ejournée
- Classement sans les matches de l'Olympic qui devient le classement officiel après le 18/04/2012 :

| Rang | Équipe                             | Pts | J  | G | N | P | Bp | Bc | Diff |
| ---- | ---------------------------------- | --- | -- | - | - | - | -- | -- | ---- |
| 1    | R. Mouscron-Péruwelz (T1 & T2)     | 27  | 11 | 8 | 3 | 0 | 19 | 4  | +15  |
| 2    | UR La Louvière Centre              | 26  | 12 | 8 | 2 | 2 | 26 | 11 | +15  |
| 3    | K. OLSA Brakel                     | 24  | 12 | 8 | 0 | 4 | 16 | 11 | +5   |
| 4    | R. Excelsior Virton                | 24  | 11 | 7 | 3 | 1 | 17 | 3  | +14  |
| 5    | K. SV Oudenaarde                   | 20  | 11 | 6 | 2 | 3 | 19 | 9  | +10  |
| 5    | R. JS Heppignies-Lambusart-Fleurus | 20  | 11 | 7 | 2 | 3 | 17 | 16 | +1   |
|      | ...                                |     |    |   |   |   |    |    |      |

#### Tranche 3:23e-34ejournée
- Olympic, forfait général décrété par l'URBSFA, le 18 avril 2012.
- Ce classement devient anecdotique. Torhout le remporte, mais comme il n'a pas demandé de licence pour la D2, il ne peut donc pas prendre part au tour final.

| Rang | Équipe                         | Pts | J  | G | N | P | Bp | Bc | Diff |
| ---- | ------------------------------ | --- | -- | - | - | - | -- | -- | ---- |
| 1    | Torhout 1992 KM (T3)           | 27  | 11 | 8 | 3 | 0 | 24 | 8  | +16  |
| 2    | R. Mouscron-Péruwelz (T1 & T2) | 26  | 11 | 8 | 2 | 1 | 26 | 7  | +19  |
| 3    | R. FC Tournai                  | 20  | 10 | 6 | 2 | 2 | 15 | 13 | +2   |
| 4    | K. SV Oudenaarde               | 22  | 11 | 6 | 4 | 1 | 17 | 10 | +7   |
| 5    | K. Racing Waregem              | 19  | 11 | 5 | 4 | 2 | 17 | 12 | +5   |
| 6    | ....                           |     |    |   |   |   |    |    |      |

### Série B

#### Tranche 1:1re-10ejournée
| Rang | Équipe                  | Pts | J  | G | N | P | Bp | Bc | Diff |
| ---- | ----------------------- | --- | -- | - | - | - | -- | -- | ---- |
| 1    | K. Bocholter VV         | 23  | 10 | 7 | 2 | 1 | 23 | 10 | +13  |
| 2    | K. FC Dessel Sport      | 23  | 10 | 7 | 2 | 1 | 17 | 6  | +11  |
| 3    | K. SV Bornem            | 17  | 10 | 5 | 2 | 3 | 15 | 14 | +1   |
| 4    | R. Union St-Gilloise    | 16  | 10 | 5 | 1 | 4 | 14 | 13 | +1   |
| 4    | R. FC Union La Calamine | 16  | 10 | 5 | 1 | 4 | 10 | 10 | 0    |
|      | ....                    |     |    |   |   |   |    |    |      |

##### Test-match pour le gain de la1retranche
Deux formations ont terminé cette tranche avec le même nombre de points et de victoires. Un match d'appui est nécessaire pour les départager. La différence de buts n'entre pas en ligne de compte.
- Rencontre jouée sur terrain neutre

| Date       | Match                                | Résultat | Remarques                |
| ---------- | ------------------------------------ | -------- | ------------------------ |
| 07/12/2011 | K. Bocholter VV - K. FC Dessel Sport | 4-0      | Terrain d'Overpeltse VV. |
|            | K. Bocholter VV                      | qualifié |                          |

Note : le résultat de ce match d'appui N'EST PAS reporté ni au classement général.

#### Tranche 2:11e-22ejournée
La dernière journée de cette tranche est prévue le 22 janvier 2012.
| Rang | Équipe              | Pts | J  | G | N | P | Bp | Bc | Diff |
| ---- | ------------------- | --- | -- | - | - | - | -- | -- | ---- |
| 1    | Hoogstraten VV (T2) | 26  | 12 | 8 | 2 | 2 | 31 | 16 | +15  |
| 2    | K. FC Dessel Sport  | 25  | 12 | 8 | 1 | 3 | 22 | 13 | +9   |
| 2    | K. Rupel Boom FC    | 25  | 12 | 8 | 1 | 3 | 22 | 12 | +10  |
| 4    | KV Turnhout         | 25  | 12 | 7 | 4 | 1 | 20 | 11 | +9   |
| 5    | K. Bocholter VV     | 21  | 12 | 6 | 3 | 3 | 19 | 17 | +2   |
|      | ....                |     |    |   |   |   |    |    |      |

#### Tranche 3:23e-34ejournée
| Rang | Équipe                    | Pts | J  | G | N | P | Bp | Bc | Diff |
| ---- | ------------------------- | --- | -- | - | - | - | -- | -- | ---- |
| 1    | KV Woluwe-Zaventem        | 27  | 12 | 8 | 3 | 1 | 27 | 15 | +12  |
| 2    | K. FC Vigor Wuitens Hamme | 27  | 12 | 8 | 3 | 1 | 30 | 14 | +16  |
| 3    | Hoogstraten VV (T2)       | 23  | 12 | 7 | 2 | 3 | 26 | 16 | +10  |
| 4    | K. RC Mechelen            | 22  | 12 | 6 | 4 | 2 | 20 | 11 | +9   |
| 5    | K. FC Dessel Sport        | 21  | 12 | 6 | 3 | 3 | 20 | 13 | +7   |
| 5    | K. Bocholter VV (T1)      | 21  | 12 | 6 | 3 | 3 | 22 | 16 | +6   |
| 7    | K. Rupel Boom FC          | 20  | 12 | 6 | 2 | 4 | 23 | 17 | +6   |
|      | ....                      |     |    |   |   |   |    |    |      |

- Règlementairement, l'attribution du gain de cette 3e période doit se faire par le biais d'un « test-match » entre Woluwe-Zaventem et Hamme (même nombre de points et de victoires, la différence de buts n'entre pas en ligne de compte). Mais comme le second nommé n'a pas demandé de licence pour la Division 2, il est probable que la fédération entérine la qualification de Woluwe-Zaventem qui a terminé 4e du classement général.

## Tour final D3
Ce tour final offre une place en Division 2.

### Participants
- Série A = K. Bocholter VV (1re période), Hoogstraten VV (2e période), KV Woluwe-Zaventem (4e du général).
- Série B = UR La Louvière Centre (2e du général), K. SV Oudenaarde (3e du général), R. Excelsior Virton (4e du général).
- Barragiste de Division 2 = K. VK Tienen

### Programme
L'ordre des rencontres est désigné par tirage au sort qui a lieu dans les locaux de l'URBSFA, le lundi 7 mai 2012.
Les matches se jouent par aller/retour, avec prolongations éventuelles et tirs au but à la suite de la manche retour (les buts marqués en déplacement sont prépondérants).
| |                       |                       | Score   |        |                       |                       | Score            |
| Le tour final proprement dit se dispute par matches à élimination directe: Quarts, Demis et enfin Finale. |                       |                       |         |        |                       |                       |                  |
| Première journée - quarts de finale - Aller le 10 mai / Retour le 13 mai                                  |                       |                       |         |        |                       |                       |                  |
| Q1 Aller                                                                                                  | R. Excelsior Virton   | KV Woluwe-Zaventem    | 1-1     | Retour | KV Woluwe-Zaventem    | R. Excelsior Virton   | 2-3              |
| Q2 Aller                                                                                                  | K. SV Oudenaarde      | Hoogstraten VV        | 2-1     | Retour | Hoogstraten VV        | K. SV Oudenaarde      | 3-3              |
| Q3 Aller                                                                                                  | UR La Louvière Centre | K. Bocholter VV       | 2-1     | Retour | K. Bocholter VV       | UR La Louvière Centre | 0-0              |
| Deuxième journée - demi-finales - Aller le 17 mai / Retour le 20 mai                                      |                       |                       |         |        |                       |                       |                  |
| D1 Aller                                                                                                  | UR La Louvière Centre | K. VK Tienen (II)     | 1-0     | Retour | K. VK Tienen (II)     | UR La Louvière Centre | 0-0              |
| D2 Aller                                                                                                  | R. Excelsior Virton   | K. SV Oudenaarde      | 1-1     | Retour | K. SV Oudenaarde      | R. Excelsior Virton   | 4-0              |
| Troisième journée - Match de classement - Une seule manche, pour une place éventuelle en D2.              |                       |                       |         |        |                       |                       |                  |
| 3/4 | K. VK Tienen (II)     | R. Excelsior Virton   | 5-0 Fft |        |                       |                       |                  |
| Troisième journée - FINALE - Aller le 27 mai / retour le 3 juin                                           |                       |                       |         |        |                       |                       |                  |
| FIN Aller                                                                                                 | K. SV Oudenaarde      | UR La Louvière Centre | 0-0     | Retour | UR La Louvière Centre | K. SV Oudenaarde      | 0-0 ap. TaB: 4-5 |

### Verdict
Le K. SV Oudenaarde monte en Division 2. La Louvière, Tirlemont et Virton se classent de la 2e à la 4e place. Les repêchages éventuels en cas de places vacantes se feront dans cet ordre.

## Tour final Promotions
Ce tour final oppose les deux barragistes de Division 3 aux "vainqueurs de période" des 4 séries du Promotion (D4 belge). Si un vainqueur de tranche est champion de sa série, le suivant au classement général prend la place au Tour final.
K. SV Temse et K. VV Coxyde conservent leur place en Divivion 3 pour la saison suivante. Détails: Tour final des Promotions.

## Récépitulatif la saison
- Champion A: R. Mouscron-Péruwelz (1er titre de D3)
- Champion B: K. FC Dessel Sport (2e titre de D3)
- 'Quarante-sixième titre de D3 pour la Province d'Anvers
- Vingt-et-unième titre de D3 pour la Province de Hainaut

| Région flamande (0)             | Région flamande (0) | Province de Brabant (0)      | Province de Brabant (0) | Région wallonne (0)    | Région wallonne (0) |
| ------------------------------- | ------------------- | ---------------------------- | ----------------------- | ---------------------- | ------------------- |
| Province d'Anvers               | 0                   | Région de Bruxelles-Capitale | 0                       | Province de Hainaut    | 0                   |
| Province de Flandre-Occidentale | 0                   | Province du Brabant flamand  | 0                       | Province de Liège      | 0                   |
| Province de Flandre-Orientale   | 0                   | Province du Brabant wallon   | 0                       | Province de Luxembourg | 0                   |
| Province de Limbourg            | 0                   |                              |                         | Province de Namur      | 0                   |

1. ↑  Au niveau footballistique, la province de Brabant est toujours unitaire malgré sa partition territoriale en 1995.

### Admission / Relégation
Les deux champions, le R. Mouscron-Péruwelz et le K. FC Dessel Sport sont promus en Division 2 où ils remplacent les deux relégués d'office que sont le FC Verbroedering Dender EH et le K. Standaard Wetteren.
Le K. SV Oudenaerde est promu en D2 via le tour final.
Le K. VK Tienen est relégué de D2 via le tour final.